# Lakrisal

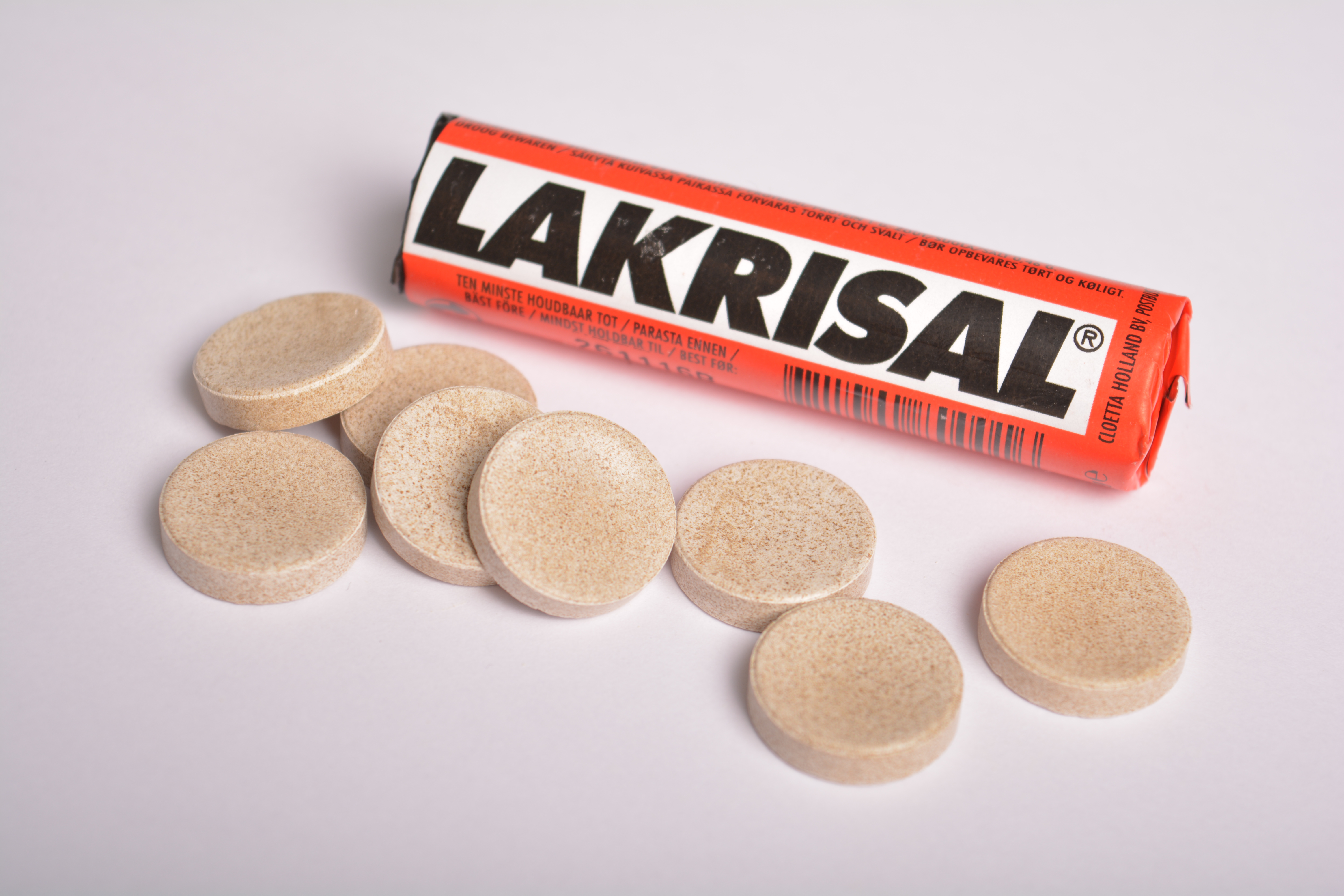
Lakrisal verpakking

Lakrisal is een salmiakhoudend snoep, sinds 1957 geproduceerd door Cloetta Holland (voormalig Leaf Holland) in Oosterhout. Het is vooral populair in Nederland en in Scandinavische landen. In tegenstelling tot andere salmiak houdende snoep, bevat Lakrisal geen zetmeel of arabische gom, maar wordt het met suiker in een tabletvorm gestanst. Het heeft daardoor een poederige textuur.